# Fu Haifeng
Fu Haifeng (chin. upr. 傅海峰, chin. trad. 傅海峰, pinyin Fù Hǎifēng; ur. 2 stycznia 1984 r. w Jieyang) – chiński badmintonista, dwukrotny mistrz olimpijski w grze podwójnej, czterokrotny mistrz świata.

## Życiorys
Występuje w rozgrywkach deblowych w parze z Cai Yunem. W 2002 w China Open po raz pierwszy stanęli na podium międzynarodowego turnieju zajmując trzecie miejsce. W Igrzyskach Olimpijskich debiutowali w Atenach w 2004, docierając do ćwierćfinału. W finale olimpijskim w Pekinie ulegli reprezentującej Indonezję parze Markis Kido/Hendra Setiawan. W Londynie w finale pokonali Duńczyków Mathiasa Boe i Carstena Morgensena. W 2010 pokonując w finale w Paryżu liderującą w rankingu parę z Malezji Koo Kien Keat/Tan Boon Heong 18–21, 21–18, 21–14 zostali pierwszym męskim deblem, który trzykrotnie zdobywał mistrzostwo świata. Byli w składzie drużyny Chin, która pięciokrotnie wygrywała Thomas Cup (2004, 2006, 2008, 2010, 2012) i czterokrotnie Sudirman Cup (2005, 2007, 2009, 2011).
Podczas rozgrywek Sudirman Cup w 2005 zbił lotkę z prędkością 332 km/h, co stanowi najwyższą prędkość nadaną lotce, jaką zmierzono na oficjalnych zawodach.